# ۲٬۲-دی-۲-فوریل‌پروپان
۲،۲-دی-۲-فوریل‌پروپان (به انگلیسی: 2,2-Di-2-furylpropane) یک ترکیب شیمیایی با شناسه پاب‌کم ۵۹۵۳۳۹ است. 